# Leica III
Il modello di fotocamera Leica III fu introdotto dal suo creatore Oskar Barnack nel 1933 in produzione parallela alla Leica II. Nel corso degli anni successivi furono introdotte diverse varianti e prodotti modelli di fotocamere con miglioramenti anche notevoli.
La Leica III utilizzava un telemetro accoppiato al corpo macchina che era distinto dal mirino, il quale era impostato per un obiettivo da 50 mm. Con obiettivi diversi, tele o grandangolari, occorreva cambiare anche il mirino. Per avere un mirino che fosse in grado di "leggere" qualsiasi obiettivo fosse innestato a vite sulla macchina bisognerà attendere l'uscita della Leica M3 nel 1954.

## I modelli della Leica 35 mm.
| Nome del modello     | ! Data di produzione | Funzioni e miglioramenti | Le macchine |
| -------------------- | -------------------- | --- | ----------- |
| Leica F (Leica III)  | 1933–1939            | Come la Leica II ma con una velocità di scatto più lenta |             |
| Leica 250 Reporter   | 1933–1946            | Variante della Leica III con magazzino di 10 metri di film |             |
| Leica G (Leica IIIa) | 1935–1940            | Raggiunse la velocità di scatto di 1/1000 di secondo |             |
| Leica IIIb           | 1938–1940            | Telemetro e mirino più vcini tra di loro |             |
| Leica IIIc           | 1940–1951            | Otturatore con cuscinetti a sfera |             |
| Leica IIId           | 1940–1945            | Molto rara, costruite solo 427 macchine |             |
| Leica IIIf           | 1950–1956            | Sincronizzazione del flash selezionabile anche a causa della grande quantità di lampadine disponibili sul mercato. Furono prodotti due versioni: 1950-52 e 1953-56 a seconda della velocità dell'otturatore, dell'autoscatto e delle scritte rosse o nere |             |
| Leica IIIg           | 1957–1960            | Cambiamento della configurazione del corpo macchina, mirino di nuova concezione più luminoso con correzione automatica della parallasse. Rara |             |

## Copie della Leica
Sappiamo che i sovietici modificarono la loro FED in FED-B (ФЭД) nel 1938-40 con tempi di esposizione fino a 1/1000 e nel 1941 iniziarono la produzione della FED-V (ФЭД-С), molto simile alla Leica III.
Dall'altra parte dell'oceano, anche gli Stati Uniti, con la loro entrata in guerra, decisero di "nazionalizzare" la fabbrica Leitz di New York nel 1941, ordinando loro di produrre un certo numero di Leica IIIa, compito che la fabbrica non poté soddisfare. A quel punto, un immigrato russo di Odessa, Peter Kardon (1886-1948), presidente della Premier Instrument Corporation, decise di assumersi i rischi producendo una macchina fotografica del tutto simile ma con il nome di Kardon, semplificata rispetto all'originale. Lo sforzo fu enorme. Gli obiettivi Ektar da 47 mm. venivano dalla Kodak. In sostanza, riuscì a produrne un certo quantitativo solo dopo la fine della guerra e il contratto fu stracciato. Anche se lui morì nel 1948 e la sua avventura sul piano finanziario si risolse in un fallimento, con la guerra di Corea, l'esercito americano decise di acquistare un gran numero di macchine rimaste invendute.
Anche in Giappone dopo il 1942 cominciarono a produrre macchine simili alla Leica III con il nome Nippon. Dopo la guerra, essa sarà la base del successo delle aziende quali Nikon, Canon, Yashica ed altre.

## Effetti dopo la fine della guerra
Alla Conferenza di pace di Parigi del 1946, cui seguirono i Trattati di Parigi dell'anno successivo, dopo la sconfitta della Germania nella seconda guerra mondiale, si dispose, per decisione congiunta da parte delle potenze alleate, che tutti i brevetti tedeschi ricevessero lo status di dominio pubblico, cioè che non vi fosse più alcun vincolo di copyright. In questo modo, molti paesi furono autorizzati a produrre macchine fotografiche simili alla Leica III, tra cui:
- 1950—1961: Leotax D IV (Giappone)
- 1953–1959: Minolta-35 (Giappone)
- 1947–1954: Kardon (Stati Uniti)
- 1952–1959: Nicca III-S (Giappone)
- 1949—1968: Kwanon (nome per le fotocamere Canon, Giappone)
- 1949-1960: Tower Type-3 (Repubblica Popolare Cinese)
- 1955–1959: Tanack IV-S (Giappone)
- 1953—1961: Corfield Periflex (Regno Unito)
- 1951–1964: Reid (Regno Unito)
- 1950-1963: Shanghai 58-I (Repubblica Popolare Cinese)
- 1956-1961: Pax M2 (Giappone)
- 1957-1962: Alta-Bower (Giappone)
- 1959-1960: Yashica YE (Giappone)